# Pau Sabater i Llirós
Pau Sabater Lliró (o, depenent de la referència, Llirós) (Algerri, Noguera, 5 de març de 1884 - Barcelona, 17 de juliol de 1919) fou un sindicalista català, conegut com "el Tero".
Fou secretari del sindicat de tintorers (ram de l'aigua), un dels més importants del sector téxtil de la Confederació Nacional del Treball. Emparellat amb Josepa Ros de la que va tenir tres fills. Va ser assassinat per elements de la banda de Manuel Bravo Portillo. L'assassinat del mateix Manuel Bravo Portillo unes setmanes més tard, va ser interpretada com una revenja per l'assassinat de "el Tero". El seu enterrament el dia 24 de juliol va ser una autèntica manifestació obrera que va anar des de l'Hospital Clínic fins al Cementiri de Montjuïc per tota la Gran Via i en la que va haver-hi nombrosos avalots. El judici pel seu assassinat, ple d'irregularitats, es va celebrar els dies 10 i 11 de maig del 1922. L'únic acusat, Luis Fernández García, en va sortir absolt.
Alfonso Vidal y Planas va novel·lar aquests fets en la seva obra Bombas de Odio, en la que el personatge de "El Toto" és una imatge de Pau Sabater "el Tero".